# Антипов, Игорь Михайлович
Игорь Михайлович Антипов (27 апреля 1934, Москва, РСФСР, СССР — 23 февраля 2012, Москва, Россия) — советский и российский хозяйственный деятель и экономист. Лауреат Государственной премии СССР (1980).

## Биография
Родился в Москве в семье обычных рабочих, был старшим из двух детей. Отец — Антипов Михаил Васильевич (1901—1975), мать — Антипова Любовь Алексеевна (1909—1998).
Вступил в брак 18 марта 1956 с Лукиной Людмилой Васильевной (1934—2012), с которой познакомился во время учёбы в Московском Финансовом институте.

### Образование
Высшее образование получил в Московском Финансовом институте (ныне Финансовый университет при Правительстве Российской Федерации) в период с 1953 по 1957 по специальности финансы и кредит.
С 1 апреля 1958 по 28 апреля 1959 проходил повышение квалификации начальников и инженеров нормативно-исследовательского бюро и местных станций.
Окончил двухгодичный лекторий по фоторепортажу Центрального дома журналиста в период с 1958 по 1960.
С октября 1965 по июнь 1969 окончил школу основ Марксизма-ленинизма и получил среднее политическое образование в системе партийной учёбы.
В мае 1973 года, обучался на высших экономических курсах при Госплане СССР по программе повышения квалификации руководящих работников и специалистов с высшим образованием.

### Трудовая деятельность
В 1957—1960 годах работал Заместителем секретаря комитета ВЛКСМ в Министерстве муниципального хозяйства РСФСР.
14 января 1960 года за отличную работу переведен в Государственный плановый комитет Совета Министров СССР и назначен старшим экономистом отдела капитального строительства.
6 июля 1960 года назначен на должность старшего экономиста отдела жилищного строительства.
26 февраля 1963 года переведён в Министерство финансов СССР и назначен на должность старшего экономиста отдела финансирования коммунального и жилищного хозяйства.
20 января 1964 года переведён в Московский городской совет депутатов трудящихся и 2 февраля на должность заместителя начальника отдела сводного плана Городской плановой комиссии.
21 октября 1968 года переведён на должность начальника отдела планирования промышленного строительства Мосгорплана.
16 июля 1971 года назначен на должность заместителя начальника подотдела по РСФСР отдела территориального планирования и размещения производственных сил.
1 апреля 1976 года назначен начальником подотдела по городам Москвы и Ленинграда отдела территориального планирования и размещения производственных сил.
17 февраля 1988 года в связи с перестройкой организационной структуры Госплана СССР в соответствии с постановлением Совета Министров СССР от 28 октября 1987 года № 1213 назначен на должность заместителя начальника сводного отдела территориального планирования и размещения производственных сил.
24 июля 1990 года переведён в Плановую комиссию Мосгорисполкома на должность исполняющего обязанности председателя Плановой комиссии Мосгорисполкома.
17 января 1991 года переведён в Комитет экономики Мосгорисполкома на должность председателя комитета.
С 1 июля 1991 работал генеральным директором «Агропромбиржи».
Являлся членом ВЛКСМ. Состоял в рядах КПСС. По состоянию на 1970 год, был дружинником в «Добровольной народной дружины по охране общественного порядка».
Ушел из жизни 23 февраля 2012 года в Москве от тромбоза сосудов и раковой опухоли, похоронен в Московской области на Малаховском кладбище.

### Факты из жизни
Некоторые его научные работы по экономике не нашли применения в СССР, но рассматривались в КНР, за что неоднократно был приглашён на проживание и работу в КНР с получением гражданства и отдельного дома в собственность, что для Китая является высокой оценкой его работ, но каждый раз отказывался от данных приглашений.
Помог найти финансирование для цирка на Вернадского от финансового кризиса и уничтожения в 1990-х годах, по личной просьбе Юрия Никулина.
Учувствовал в поддержке первой избирательной кампании Геннадия Зюганова.
Всю свою жизнь прожил как патриот России и истинный коммунист, из-за чего в 1991 году лишился должности при смене власти Москвы и отказе участвовать в «откатных» схемах. На это удивительно смотреть через призму раскулачивания его семьи в Ульяновской области, села Гавриловка (быв. Горюшки), 1929 году, где его его семье принадлежали 100 десятин земли и Мануфактурный магазин с оборотом в 10 000 рублей. Его дед Антипов Василий Кузьмич и дядя Антипов Егор Васильевич, были отправлены в ссылку в Соловецкий лагерь особого назначения (СЛОН), где и пропали без вести. В эти дни его отец Михаил Васильевич, уже находился в Москве и обучался в Московском финансовом институте на экономиста.
При репрессировании его семьи, был отобран каменный дом и передан властям СССР, где проживали все родственники, которые остались без жилья. Этот дом является центром села. В дальнейшем, когда Игорь Михайлович добился успехов в жизни, он опекал родственников, которые были репрессированны.

## Награды
В трудовой книжке содержатся 23 записи о премиях на различных должностях государственных структур СССР.
В 1980 году в составе авторского коллектива стал Лауреатом Государственной премии СССР в области техники «за разработку и внедрение территориальной системы комплексного экономического и социального планирования развития городов Москвы, Ленинграда и Ленинградской области».